# Selección de fútbol sub-23 de los Emiratos Árabes Unidos
La Selección de fútbol asociación sub-23 de los Emiratos Árabes Unidos es administrado por la Asociación de Fútbol de los Emiratos Árabes Unidos.

## Torneo

### Juegos Olímpicos
| Año  | Ronda          | J            | G            | E            | P            | GF           | GC           |
| ---- | -------------- | ------------ | ------------ | ------------ | ------------ | ------------ | ------------ |
| 1992 | No clasificó   | No clasificó | No clasificó | No clasificó | No clasificó | No clasificó | No clasificó |
| 1996 | No clasificó   | No clasificó | No clasificó | No clasificó | No clasificó | No clasificó | No clasificó |
| 2000 | No clasificó   | No clasificó | No clasificó | No clasificó | No clasificó | No clasificó | No clasificó |
| 2004 | No clasificó   | No clasificó | No clasificó | No clasificó | No clasificó | No clasificó | No clasificó |
| 2008 | No clasificó   | No clasificó | No clasificó | No clasificó | No clasificó | No clasificó | No clasificó |
| 2012 | Fase de grupos | 3            | 0            | 1            | 2            | 3            | 6            |

### Juegos de Asia
| Año  | Ronda            | J            | G            | E            | P            | GF           | GC           |
| ---- | ---------------- | ------------ | ------------ | ------------ | ------------ | ------------ | ------------ |
| 1986 | Cuartos de Final | 5            | 3            | 2            | 0            | 7            | 4            |
| 1990 | No participó     | No participó | No participó | No participó | No participó | No participó | No participó |
| 1994 | Cuartos de Final | 4            | 1            | 2            | 1            | 6            | 5            |
| 1998 | 2.ª Ronda        | 4            | 1            | 1            | 2            | 5            | 10           |
| 2002 | Fase de grupos   | 3            | 1            | 1            | 1            | 3            | 4            |
| 2006 | Fase de grupos   | 3            | 0            | 1            | 2            | 3            | 7            |
| 2010 | Medalla de Plata | 7            | 4            | 2            | 1            | 9            | 2            |

### Campeonato del Golfo
| Año  | Ronda        | J            | G            | E            | P            | GF           | GC           |
| ---- | ------------ | ------------ | ------------ | ------------ | ------------ | ------------ | ------------ |
| 2008 | No participó | No participó | No participó | No participó | No participó | No participó | No participó |
| 2010 | Campeón      | 4            | 3            | 1            | 0            | 6            | 2            |
| 2011 | Finalista    | 4            | 2            | 1            | 1            | 9            | 4            |